# Central (Luizjana)
Central – miasto w Stanach Zjednoczonych, w stanie Luizjana, w parafii East Baton Rouge.